# Pirju pekcsei király
Pirju (Biryu) (? – 344) az ókori Pekcse (Baekje) állam tizenegyedik királya volt.

## Élete
Mivel Punszo (Bunseo) király mindegyik fia kiskorú volt még a halálakor, a trónon Pirju (Biryu) követte, aki a feljegyzések szerint Kuszu (Gusu) fia, Szaban (Saban) testvére volt, ez azonban az időbeli távolság miatt a történészek szerint nem lehetséges, és feltehetően inkább Szaban (Saban) öccsének fia vagy unokája lehetett.
Erős embernek írják le a történelmi források, aki kiváló íjász volt. Fontos volt számára a nép jóléte, követeket küldött a tartományokba, hogy megvizsgálják, hogyan él a nép. A kiszolgáltatott embereknek (özvegyek, árvák, gyermektelen idősek) gabonát osztott. Külpolitikájában a békét hirdette, uralkodása alatt egyetlen háborút sem vívott az ország. Belpolitikailag azonban instabil volt a helyzete, 327-ben féltestvére, Pujo Ubok (Buyeo Ubok) (부여우복) lázadást szervezett ellene, ezt azonban elfojtotta a hadsereg. Uralkodása alatt számos természeti katasztrófa is történt (sáskajárás, szárazság, tűzvész), ami megnehezítette az uralkodását. Halálát követően rövid időre az előző király, Punszo (Bunseo) fia, Kje (Gye) került a trónra, utána viszont végig Pirju (Biryu) leszármazottai ültek Pekcse (Baekje) trónján.